# Gonatocerus deleoni
Gonatocerus deleoni is een vliesvleugelig insect uit de familie Mymaridae. De wetenschappelijke naam is voor het eerst geldig gepubliceerd in 2008 door Triapitsyn, Logarzo & Virla.